# Night of the Day of the Dawn of the Son of the Bride of the Return of the Terror
Night of the Day of the Dawn of the Son of the Bride of the Return of the Terror (alternativ auch Night of the Day of the Dawn of the Son of the Bride of the Return of the Revenge of the Terror of the Attack of the Evil, Mutant, Alien, Flesh Eating, Hellbound, Zombified Living Dead Part 2: In Shocking 2-D; dt.: Nacht des Tages der Morgendämmerung des Sohnes der Braut der Rückkehr der Rache des Schreckens des Angriffs des Bösen, Mutanten, Außerirdischen, Fleischfressers, Höllengebundenen, Zombifizierten lebenden Toten Teil 2: In schockierendem 2-D) ist ein Horrorfilm und zugleich eine Parodie des Films Die Nacht der lebenden Toten in schwarz-weiß. Er erschien zu Neujahr 1991 unter der Regie, der Produktion und zugleich dem Drehbuch von James Riffel. Obwohl Night of the Day of the Dawn of the Son of the Bride of the Return of the Terror ursprünglich lediglich in etwa 500 verschiedenen Videoläden der Vereinigten Staaten erschien, hat der Film dort seither einen gewissen Kultstatus erreicht.
Der Alternativtitel Night of the Day of the Dawn of the Son of the Bride of the Return of the Revenge of the Terror of the Attack of the Evil, Mutant, Alien, Flesh Eating, Hellbound, Zombified Living Dead Part 2: In Shocking 2-D hat mit 42 Wörtern und 164 ohne beziehungsweise 206 Zeichen mit Leerzeichen den längsten englischen Titel aller Zeiten.
Der Film wurde 2005 im New Yorker Horrorfilmfestival aufgeführt. Im selben Jahr erschien die Fortsetzung Night of the Day of the Dawn … Part 3, dessen Drehbuchautor, Produzent und Regisseur ebenfalls James Riffel war. In jenem Film wurde Der Kopf, der nicht sterben durfte parodiert. 2011 erschien der Film Night of the Day of the Dawn … Part 5, der bisher letzte Teil der Filmreihe.